# Ufhusen
Ufhusen é uma comuna da Suíça, no Cantão Lucerna, com cerca de 841 habitantes. Estende-se por uma área de 12,21 km², de densidade populacional de 69 hab/km². Confina com as seguintes comunas: Eriswil (BE), Fischbach, Gondiswil (BE), Huttwil (BE), Luthern, Willisau Land, Zell.
A língua oficial nesta comuna é o Alemão.

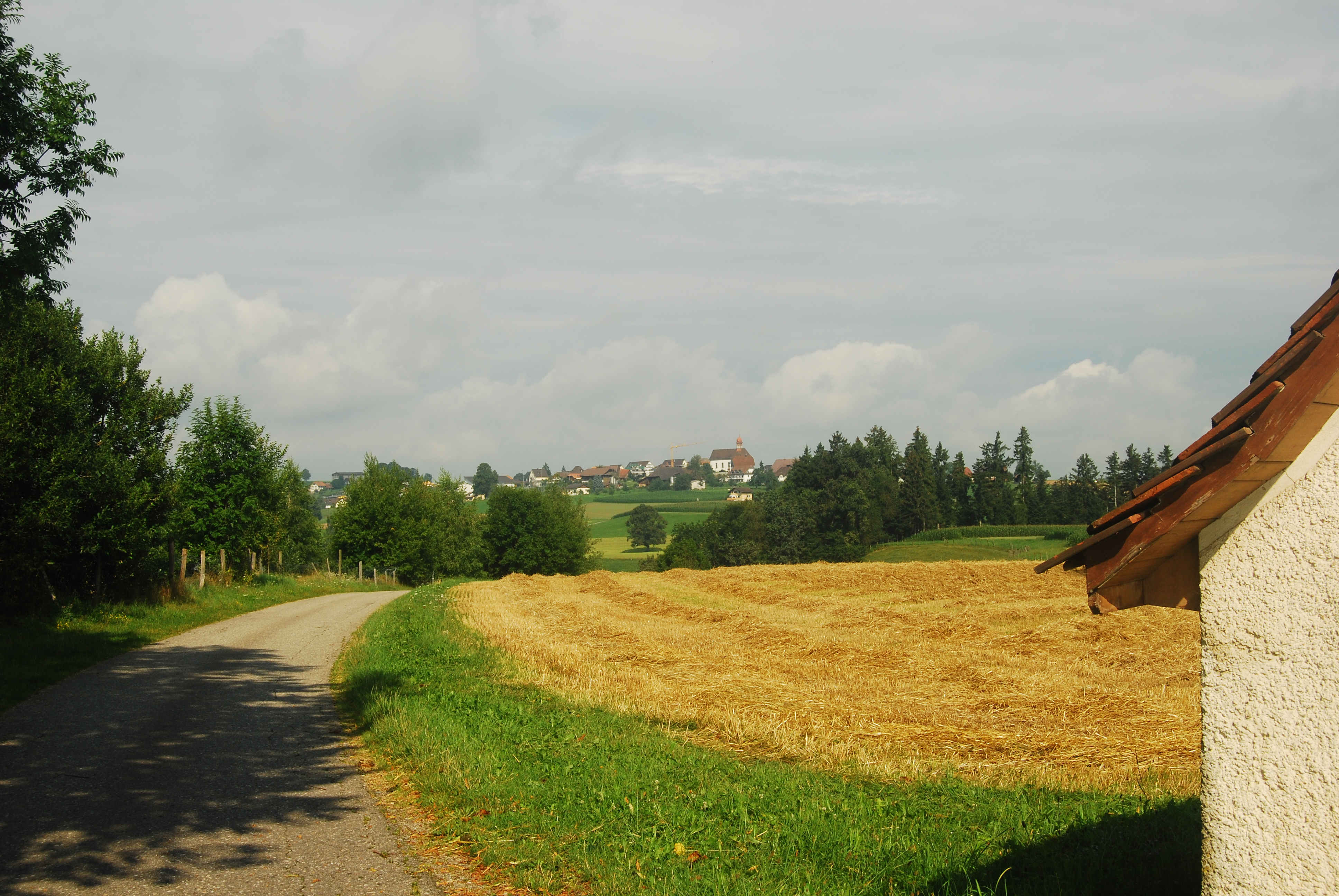
Ufhusen.